# Au-dessous du calvaire
Au-dessous du calvaire est un roman d'Hervé Jaouen publié en 2005.

## Résumé
Pendant la Seconde Guerre mondiale, les cinq frères célibataires Kermanac'h et leur sœur exploitent la ferme de leurs parents. Sous l'Occupation, la fratrie se divise entre pacifistes, Résistance française et Parti national breton.